# Estadio Emiliano Ghezzi
El Estadio Emiliano Ghezzi es un estadio de fútbol de Paraguay que se encuentra ubicado en el barrio Vista Alegre de la capital del país, Asunción. Denominado con este nombre en el año 1981 en honor al señor Emiliano Raimundo Ghezzi, dirigente y presidente del club en los años 1940, 1941, 1943, 1955 y 1977. En este escenario, que cuenta con capacidad para 6000 personas, hace las veces de anfitrión el equipo de fútbol del club Fernando de la Mora de la Segunda División de Paraguay.
El 17 de julio de 2010 abrió sus puertas por primera vez para recibir un encuentro de Primera División, en este caso protagonizado por los equipos de Sportivo Trinidense (que ofició de local) y 3 de Febrero.
En septiembre de 2013 fue sede de varios partidos del Campeonato Sudamericano Femenino Sub-17, albergando juegos por el Grupo A y de la fase final.

## Conciertos
- Chayanne (2015)